# Richard Whitcomb
Richard T. Whitcomb (Evanston, 21 de fevereiro de 1921 — Newport News, 13 de outubro de 2009) foi um engenheiro aeroespacial estadunidense. Tornou-se reconhecido internacionalmente por suas contribuições para a aerodinâmica. Whitcomb foi responsável por três ideias marcantes, todas foram sobre partidas radicais da teoria aerodinâmica e convencional. Ideias essas, que mudaram para sempre o voo de aeronaves.
Nasceu em Evanston, Illinois, mas cresceu em Worcester, Massachusetts. Bacharelou-se no Instituto Politécnico de Worcester e passou a maior parte da sua carreira no Langley Research Center operado pelo NACA e pelo seu sucessor, NASA.

## Carreira
Na década de 1950, a regra de área afirma que dois corpos com a mesma distribuição de área transversal terão o mesmo arrasto de onda, como medido no campo distante. Como o corpo AXI-simétrico com o arrasto de onda mínima no fluxo transónico foi mostrado para ser o Sears-Haack corpo, isso proporcionou uma distribuição ideal para comparar projetos. O impacto deste conceito no desenho das aeronaves foi imediato. O protótipo Convair YF-102 foi encontrado para não ser capaz de exceder a velocidade do som em voo nivelado. Esculpindo a fuselagem, para reduzir a fuselagem área transversal na região da asa, a distribuição de área da aeronave foi feita mais perto do ideal. A aeronave resultante foi encontrada para ser capaz de exceder velocidade do som em voo nivelado. Para esta descoberta, a "e" ganhou o Collier Trophy em 1954.
Na década de 1960, a Wingtip desenvolveu o supercrítico, e na década de 1970, a dispositivo de winglets, os dispositivos usados no wingtips, normal ao wingspar, estendendo-se para cima e para baixo, o que reduz os vórtices Wingtip e o Arraste induzido tais vórtices criam, melhorando a eficiência aerodinâmica da asa e visto frequentemente em aerolinhas modernas, em que eles reduzem o consumo de combustível, e em planadores em que eles melhoram a proporção plana.
Recebeu os seguintes prémios. 
A medalha de serviço excecional de naca em 1955, medalha de serviço ilustre 1956, medalha de serviço científico excecional da NASA 1959, Medalha Nacional de ciência em 1973, o Troféu Memorial de Ana Wright, a Academia Nacional de engenharia de 1976, Medalha de Howard N. Potts em 1979, e o Hall da fama nacional de inventores 2003.